# Palaiyakkarar

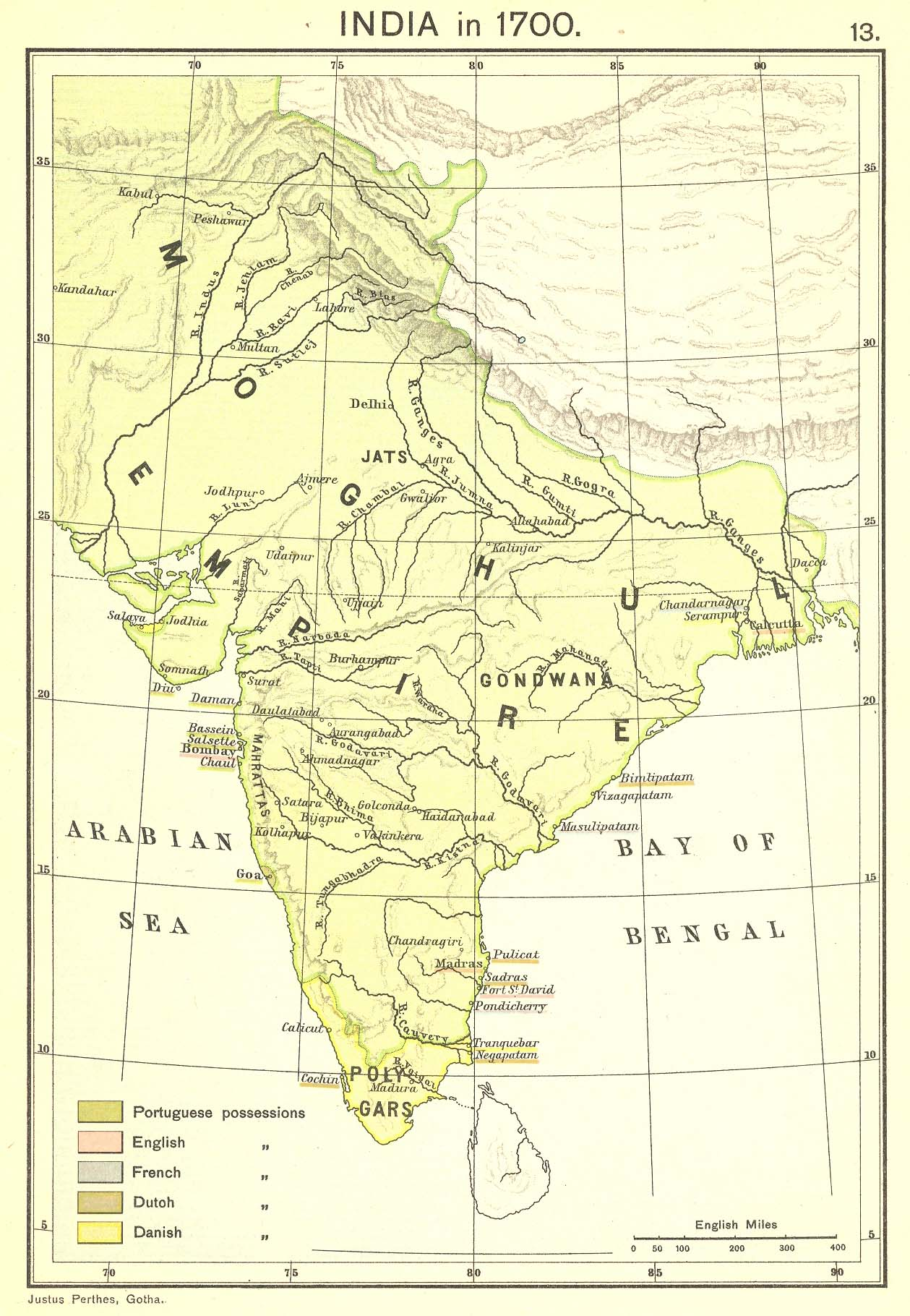
Mapa de India de 1700, mostrando la región gobernada por los Polygars en el del sur.

Palaiyakkarar, poligar, palegaadu, polygar, palegar o polegar fue el título feudal para una clase de gobernadores administrativos y militares territoriales nombrados por los gobernantes Nayaka de la India del Sur durante los siglos XVI y XVIII. La palabra es una corrupción inglesa de palaiyakkarar (Tamil), palegaadu (Telugu) o paaleyagaara (Kannada). Los polygars de Madurai eran instrumentos para establecer reformas administrativas y construir proyectos e instituciones religiosas. Sus guerras con los británicos tras la muerte de Madurai Nayakas es a menudo considerada unas de las luchas de independencia indias más antiguas.

Muchos fueron ahorcados y fueron expulsados a las islas Andaman por los británicos. Puli Thevar, Veerapandya Kattabomman, Dheeran Chinnamalai, Marudu brothers, Uyyalawada Narasimha Reddy eran algunos de los más notables polygars sublevados contra las normas británicas en la India del Sur. La guerra contra las fuerzas británicas se inició en la rebelión en la India de 1857, en India del Norte, y se alargó varias décadas.

## Nombre y orígenes

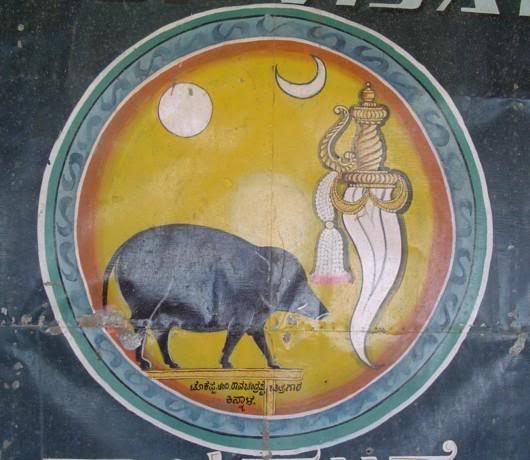
Emplema de Sivaganga.

Palaiyakkarar era la capital de Palayam (Tamil)  o Paalem (Telugu), un distrito fortalecido por el campamento militar creado por el general Ariyanatha Mudaliar del Reino Madurai. Algunos historiadores dicen que el Palaiyakkarar se podría haber originado en Kakatiya, el modelo de la dinastía por Prataparudra, quién de modo parecido dividió su reino en 77 padmanayakas.
Por 1378, Kumara Kampana, el príncipe de Vijayanagaram había conquistado Madurai. Después conquistó la totalidad de Tamil Nadu y le siguió Kerala.
Para fin de siglo, la totalidad de la India del Sur estaban bajo su mandato.
Vijayanagaram se convirtió en un estado militar.
El país estuvo dividido en territorios pequeños bajo gobernadores militares llamados amara nayakkars. Las divisiones territoriales se denominaron amara nayakka thaanam's.
Dalavaay Ariyanatha Mudhaliar, el general de Visvanatha Nayakkar de Madurai estableció 72 paalayams en Madurai.
En el Imperio vijayanagara había unos 200 caciques locales, que se llamaban palegar's. Tenían poderes para cobrar tributos, mantener un pequeño ejército e imponer castigos. Aun así, rechazaron ir al rescate del imperio en la batalla de Tallikota en 1565.
Cuando el Imperio vijayanagara de India del Sur se debilitó tras la mitad del siglo XVI, el Vijayanagara Nayakas declararon independientes varios grandes tramos de India del Sur. Del prominente Nayakas era el Nayakas de Madurai (1549–1736).

## Reconocimiento hoy
Hoy Puli Thevar, Veerapandiya Kattabomman, Dheeran Chinnamalai, Marudu brothers todos son honorados con monumentos por el Gobierno de Tamil Nadu. La película Veerapandiya Kattabomman destaca una de las mejores películas de Shivaji Ganesan, ganándose mucha fama internacional y local.

## Hitos y sitios históricos
- Oficina Madurai.
- Kayattar.
- Panchalankurichi.
- Sankagiri Fort.
- Sivaganga.
- Dindigul Fort.
- Chitradurga Fort.
- Singampatti Palace Fort.
- Ramanathapuram Palace.
- Bellary fort.
- Sira fort.